# Raw Vision
Raw Vision ist eine englischsprachige Kunstzeitschrift, die von John Maizels herausgegeben wird und sich als einzige Zeitschrift weltweit ausschließlich der Art brut beziehungsweise der Outsider art widmet. Die Zeitschrift erscheint in Watford und wurde im Jahr 1998 mit dem Prix CAMERA der UNESCO als beste Kunstzeitschrift ausgezeichnet. 1991 hatte Raw Vision 700 Abonnenten, im Jahr 2007 wird die Auflagenhöhe von John Maizels mit 8.000 Exemplaren angegeben.

## Geschichte
Der am Chelsea College of Art and Design in London ausgebildete Maler John Maizels wurde im Jahr 1974 auf die Art brut aufmerksam, nachdem er Roger Cardinals Buch „Outsider Art“ gelesen hatte.
When I came across Outsider art I was just so amazed by it, it was so powerful and it had such strong personal meaning... people are revealing themselves, their demons, their own aspirations, their own inner feelings ... They don't go to exhibitions or private views, they just work. They've got an inner compulsion.  — John Maizels, Herausgeber von Raw Vision, zitiert nach Dan Bell.
Nach dem Besuch von Sammlungen und visionären Umgebungen, entschied er sich für den Bestand dieser Kunstrichtung zu kämpfen. Zunächst gab er das Fanzine Zombic News heraus, bevor er mit einigen freiwilligen Mitarbeitern im Frühling 1989, unterstützt von Roger Cardinal, Michel Thévoz, John McGregor und amerikanischen Sammlern, die erste Ausgabe von Raw Vision veröffentlichte.
Die Zeitschrift erschien zunächst unregelmäßig, dann halbjährlich. Bis zum Jahr 1997 erschien sie zweisprachig französisch und englisch, wobei die französische Ausgabe in Paris von Laurent Danchin betreut wurde. Die französische Ausgabe musste wegen mangelnder finanzieller Unterstützung durch Galerien und Museen eingestellt werden. Auf der anderen Seite des Ärmelkanals und besonders in den Vereinigten Staaten, erhielt die Zeitschrift durch ein Netz von Galerien, Museen und Sammlern große Unterstützung. Die Gründung der Outsider Art Fair, einer internationalen Kunstmesse in New York, hatte wesentlichen Anteil daran, dass die Zeitschrift ihre Qualität und Dynamik erhielt. Raw Vision wurde selbst zu einem wichtigen Bestandteil dieses Netzes.
Quelle Laurent Danchin:

## Inhalt
In jeder reichbebilderten Ausgabe werden ungefähr zehn Künstler vorgestellt und weitere Informationen zum Thema Outsider art, wie Ausstellungstermine, Buch- und Ausstellungskritiken, Tagungsberichte oder auch Nachrufe veröffentlicht.
Die Zeitschrift, vertritt den Standpunkt, dass die Outsider art eine kreative Ausdrucksform ist, die außerhalb der akzeptierten kulturellen Normen existiert oder auch das Königreich der Schönen Künste ist und postuliert, dass ihre Vertreter sich selbst nicht als Künstler begreifen oder das Gefühl haben letztlich Kunstwerke zu schaffen.
Raw Vision setzt sich besonders für die visionären Umgebungen ein, wie zum Beispiel The Rock Garden von Nek Chand in Chandigarh in Indien. Thema ist auch der Bereich der amerikanischen Folk Art oder auch die Arbeiten von Künstlern der afroamerikanischen Gemeinschaft, wie Jimmy Lee Suddtuh, Sister Gertrude Morgan, Minnie Evans und anderen.

## Kulturelle Rezeption
Die Zeitschrift wurde als Rolling Stone der Outsider art beschrieben und im Jahr 2007 als einzige Publikation genannt, die sich ausschließlich mit dieser Kunstform beschäftigt.
Die Europäische Union stellte Raw Vision im Jahr 2003 eine Million Euro zur Verfügung, um eine Wanderausstellung zur Outsider art zu präsentieren.